# 안양초등학교 (전남)
안양초등학교는 대한민국 전라남도 장흥군 안양면 운흥리에 있는 공립 초등학교이다.

## 학교 연혁
- 1922년 6월 21일: 안양공립보통학교 개교(설립인가 5월 25일)
- 1938년 4월 1일: 안양공립심상소학교로 개칭
- 1941년 4월 1일: 안양공립국민학교로 개칭
- 1981년 3월 1일: 병설유치원 개원
- 1991년 3월 1일: 학송분교장 통폐합
- 1995년 3월 1일: 안양서국민학교 통폐합
- 1996년 3월 1일: 안양초등학교로 개칭

## 참고 자료
- 안양초등학교 - 한국교육학술정보원 학교알리미